# 황다랑어
황다랑어는 고등어과에 속하는 물고기이다. 전 대양(태평양, 대서양, 인도양)의 열대 및 아열대 해역에 걸쳐 광범위하게 분포한다.

## 형태
제2등지느러미와 뒷지느러미의 1번째 연조는 매우 길게 뻗어 있다. 몸은 대형으로 체고는 제1등지느러미의 중앙 부위에서 가장 높고, 제2등지느러미와 뒷지느러미의 전단부가 매우 길다. 눈은 크며 위턱의 뒤끝은 눈 앞가장가지 아래를 조금 지난다. 가슴지느러미는 다소 길어서 뒤끝부가 제2등지느러미의 기부를 조금 지난다. 꼬리지느러미는 초승달 모양이며 꼬리자루에는 1개의 융기연이 있고 꼬리지느러미의 중앙에는 2개의 융기연이 있다.

## 체색
몸 등쪽은 암청색을 띠며 중앙과 배쪽은 밝은 점들이 몸을 가로지르는 약 20개의 가로띠를 형성한다. 등쪽 및 배쪽 토막지느러미는 선명한 황색을 띠며 바깥쪽 가장자리는 검다.

## 생태
이들은 주로 표층으로부터 수온약층을 경계로 그 주위에서 머물며, 서식 수온은 18~31 °C로 다랑어류중 비교적 넓은 수온대에 적응하는 종이다. 일반적으로 표충 근처에 있는 종은 크기에 따라 다른 다랑어류와 함께 군집을 이루어 생활한다. 산란은 연중 이루어지나 특히 남반구와 북반구의 여름기간 중 절정을 이룬다. 최대 기록은 1977년 멕시코 연안에서 어획된 것으로 체장 408cm, 체중 876.4kg에 달한다. 먹이는 주로 어류를 먹으며, 다음으로 오징어류, 갑각류를 먹는다.

## 참고자료
- 2008 원양산업통계연보 (한국원양산업협회 발간)